# Achelia brevirostris
Achelia brevirostris är en havsspindelart som beskrevs av Losina-Losinsky, L.K. 1961. Achelia brevirostris ingår i släktet Achelia och familjen Ammotheidae. Inga underarter finns listade i Catalogue of Life.